# Digue'm Peter
Digue'm Peter (títol original en anglès: The Life and Death of Peter Sellers) és una pel·lícula de 2004 dirigida per Stephen Hopkins i protagonitzada per Geoffrey Rush, que narra la trajectòria professional del còmic britànic Peter Sellers des dels seus començaments com a comentarista de ràdio a la BBC fins a arribar a ser un dels actors més populars del món. Ha estat doblada al català.

## Argument
Impulsat per una mare possessiva (Miriam Margolyes), Peter Sellers (Geoffrey Rush) sempre va lluitar per conciliar la seva relació amb les dones, la seva popularitat i les seves moltes personalitats. Mai es va mostrar segur de si mateix, malgrat els seus nombrosos matrimonis, les seves lloances per part de la crítica i els seus èxits professionals. Peter Sellers, en realitat, tenia una vida tempestuosa i va arribar a confessar que «odio tot el que faig.»

## Repartiment
| Intèrpret        | Personatge       | Paper                    |
| ---------------- | ---------------- | ------------------------ |
| Geoffrey Rush    | Peter Sellers    | Actor                    |
| Emily Watson     | Anne Sellers     | Primera dona de l'actor  |
| Charlize Theron  | Britt Ekland     | Segona dona de l'actor   |
| John Lithgow     | Blake Edwards    | Director de cinema       |
| Miriam Margolyes | Peg Sellers      | Mare de l'actor          |
| Stanley Tucci    | Stanley Kubrick  | Director de cinema       |
| Stephen Fry      | Maurice Woodruff | Astròleg amic de l'actor |

## Premis

### Globus d'Or
| Any  | Categoria                                                                | Pel·lícula                                   | Resultat   |
| ---- | ------------------------------------------------------------------------ | -------------------------------------------- | ---------- |
| 2005 | Globus d'Or a la millor minisèrie o telefilm                             | Globus d'Or a la millor minisèrie o telefilm | guanyadora |
| 2005 | Globus d'Or al millor actor en minisèrie o telefilm                      | Geoffrey Rush                                | guanyadora |
| 2005 | Globus d'Or a la millor actriu secundària en sèrie, minisèrie o telefilm | Charlize Theron                              | nominada   |
| 2005 | Globus d'Or a la millor actriu secundària en sèrie, minisèrie o telefilm | Emily Watson                                 | nominada   |

### Emmy
| Any  | Categoria                                                            | Pel·lícula                           | Resultat   |
| ---- | -------------------------------------------------------------------- | ------------------------------------ | ---------- |
| 2005 | Millor telefilm                                                      | Millor telefilm                      | nominada   |
| 2005 | Millor actor - Minisèrie o telefilm                                  | Geoffrey Rush                        | guanyadora |
| 2005 | Primetime Emmy a la millor actriu secundària en minisèrie o telefilm | Charlize Theron                      | nominada   |
| 2005 | Primetime Emmy a la millor actriu secundària en minisèrie o telefilm | Emily Watson                         | nominada   |
| 2005 | Millor Guió per a una Sèrie, Minisèrie o telefilm                    | Christopher Markus i Stephen McFeely | guanyador  |

### SAG
| Any  | Categoria                            | Pel·lícula    | Resultat   |
| ---- | ------------------------------------ | ------------- | ---------- |
| 2005 | Millor actor de minisèrie o telefilm | Geoffrey Rush | guanyadora |